# Bernard Charbonneau
Pour les articles homonymes, voir Charbonneau.
Bernard Charbonneau, né le 28 novembre 1910 à Bordeaux et mort le 28 avril 1996 à Saint-Palais, est un penseur français, auteur d'une vingtaine de livres et de nombreux articles, parus notamment dans La Gueule ouverte, Foi et vie, La République des Pyrénées et Combat Nature.
Toute son œuvre est marquée par l'idée que « le lien qui attache l'individu à la société est tellement puissant que, même dans la soi-disant « société des individus », ces derniers sont si peu capables de prendre leurs distances avec les entraînements collectifs que, spontanément, ils consentent à l'anéantissement de ce à quoi ils tiennent le plus : la liberté. »
Durant les années 1930, il dénonce ce qu'il considère être la dictature de l'économie et du développement et s'impose comme pionnier de l'écologisme. Se méfiant toutefois de l'écologie partidaire, il propose de concevoir une forme d'organisation de la société, radicalement différente des idéologies du XXe siècle, solidement ancrée sur l'expérience personnelle. En cela, il affirme sa dette intellectuelle envers le personnalisme. De même, il voit dans le progrès technique la source de toujours plus d'organisation, donc de plus de conformisme, donc de moins de liberté. Ses travaux le rapprochent de Jacques Ellul, dont il est l'ami intime durant six décennies.

## Biographie
Né à Bordeaux en 1910 d'un père protestant et d'une mère catholique, issue de la bourgeoisie lot-et-garonnaise, le jeune Bernard Charbonneau se sent vite  « enfermé » par la ville. Après un baccalauréat de lettres à Bordeaux, au lycée Montaigne, et des études d’histoire et géographie à l’université de Bordeaux, il est à vingt-quatre ans titulaire de son premier poste d'enseignant à Bayonne et décroche l’agrégation l'année suivante, en 1935. 

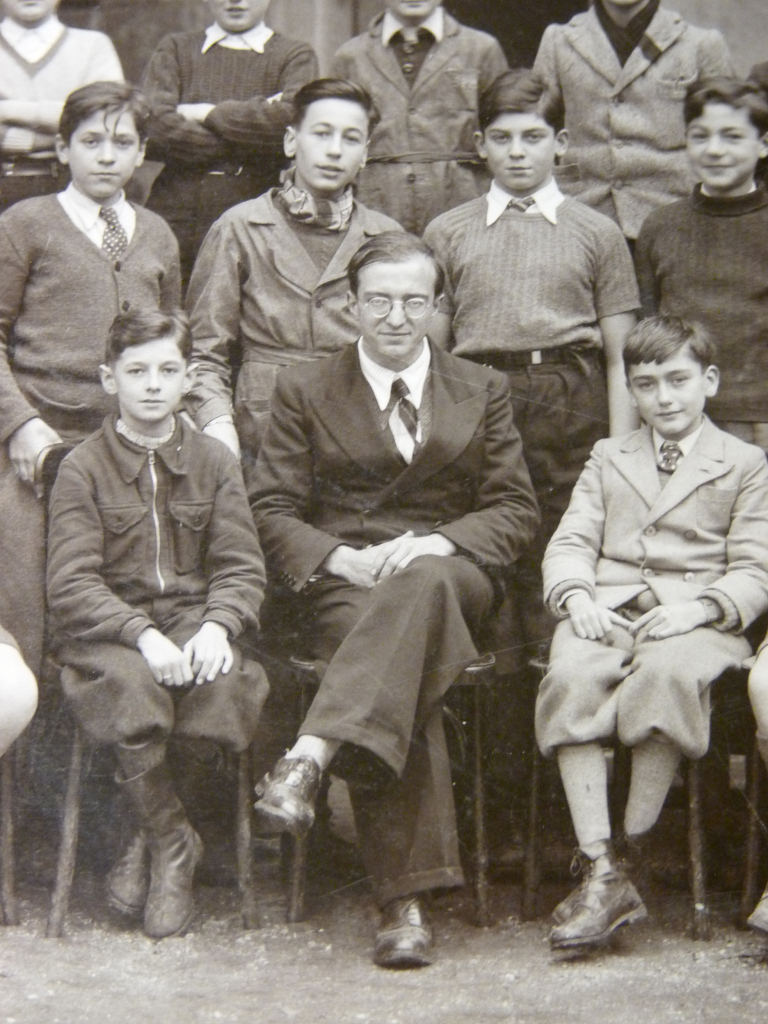
Bernard Charbonneau devant ses élèves.

Dès la fin de la guerre, ayant décidé de ne pas faire de carrière universitaire et « désireux de vivre à la campagne, il se fait nommer dans une petite école normale d'instituteurs du Piémont pyrénéen (actuel Lycée Jacques-Monod), à Lescar, près de Pau, où il reste jusqu'à sa retraite. » Il marque les élèves-maîtres de sa forte personnalité, mettant simultanément à profit la proximité de la campagne béarnaise et des Pyrénées pour retrouver le contact avec la nature en menant une vie spartiate à proximité des gaves de Pau puis d'Oloron.
Il meurt en 1996 d'un cancer du foie (un comble pour quelqu'un qui aime manger disait-il), à la clinique de Saint-Palais, et est inhumé dans un caveau personnel situé dans sa propriété « Le Boucau » à Saint-Pé-de-Léren, dans les Pyrenées-Atlantiques. Sur une stèle on peut lire cette citation légèrement écourtée du Livre de Ruth : « où tu iras, j'irai ; où tu demeureras, je demeurerai et ton Dieu sera mon Dieu. »

### Famille
Marié à Henriette Daudin (1919-2005), Bernard Charbonneau a eu quatre enfants (Simon, Juliette, Catherine et Martine). Simon Charbonneau, né en 1941, qui a été professeur de droit de l’environnement à l’université de Bordeaux-Montesquieu et à l’université d'Aix-Marseille, a publié de nombreux ouvrages et articles sur le thème de l'écologie militante, dans la lignée de son père.
Après sa mort, son épouse Henriette (Louise) Daudin s'occupa de faire publier ses ouvrages non encore édités, jusqu'à son propre décès (crise cardiaque), le 27 décembre 2005 à 86 ans.

## Engagement

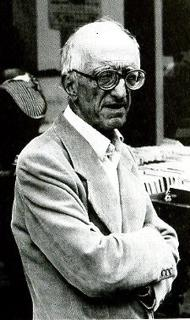
Bernard Charbonneau en 1986.

Pendant ses études à Bordeaux, Charbonneau se lie d'amitié avec Jacques Ellul. Tous deux animent des « clubs de presse », des groupes de discussion, et organisent des camps de vacances avec la Fédération française des associations chrétiennes d'étudiants, « La Fédé », en vue de réfléchir aux changements qu’entraîne le « progrès » scientifique et technique.
Après la fondation (1932) de la revue Esprit par Emmanuel Mounier, son groupe devient « le groupe personnaliste du Sud-Ouest » et rejoint le mouvement. Soucieux de ne pas enfermer sa réflexion dans un cadre trop théorique mais par contre de l'« incarner », il entraîne ses amis dans de grandes escapades en Galice, dans les îles Canaries, dans les Pyrénées espagnoles (qui sont alors sans routes ni cartes), ainsi qu'en vallée d'Aspe (Bedous) et à Saint-Pé-de-Léren.
Entre 1940 et 1947, Charbonneau conçoit l'essentiel de son œuvre, rédigeant « un énorme livre intitulé Par la force des choses, dont le contenu anticipe celui de la vingtaine d'ouvrages qu'il a publiés par la suite. » Il analyse « les contradictions du monde contemporain à partir de l'anticipation du risque de quelque chose de pire que le totalitarisme politique : une totalisation sociale, rendue inévitable par l'accélération du progrès technique. »

« C'est en s'appuyant sur l'analyse des évolutions sociales et politiques dont il a été le témoin dans les années trente et quarante qu'il a pu identifier les problèmes de société qui, aujourd'hui, nous semblent cruciaux : il met en effet en exergue les problèmes et questions de la technocratisation de la vie sociale et politique, de la nature, ainsi que ceux des propagandes et des médias, de la transformation de la culture en industrie du spectacle et en consommation, de la liquidation de l'agriculture paysanne, etc. »

Ne pouvant communiquer sa pensée comme un tout, Charbonneau essaye de la communiquer en détail. Il détache donc des morceaux de Par la force des choses pour en faire L'État et Je fus. Aucun éditeur n'en voulant, il ne peut les diffuser que sous forme ronéotée à un cercle très restreint de lecteurs (ces deux livres ne seront finalement publiés que quarante et cinquante ans plus tard). Quant à l'analyse de la société industrielle, entreprise dès avant-guerre, elle est reprise et développée sous le titre Pan se meurt. Charbonneau devra attendre vingt ans avant que les éditions Gallimard ne publient cet ouvrage sous le titre Le Jardin de Babylone. Les analyses du caractère désorganisateur du progrès techno-scientifique et industriel devront attendre 1973 pour être éditées sous le titre Le Système et le chaos. Enfin, les réflexions sur les contradictions de la conception libérale de la liberté ne seront publiées qu'en 2002, sous le titre Prométhée réenchaîné.

## Œuvres
Un certain nombre d'ouvrages de Charbonneau ont été édités à compte d'auteur et restent encore inédits.

### Livres

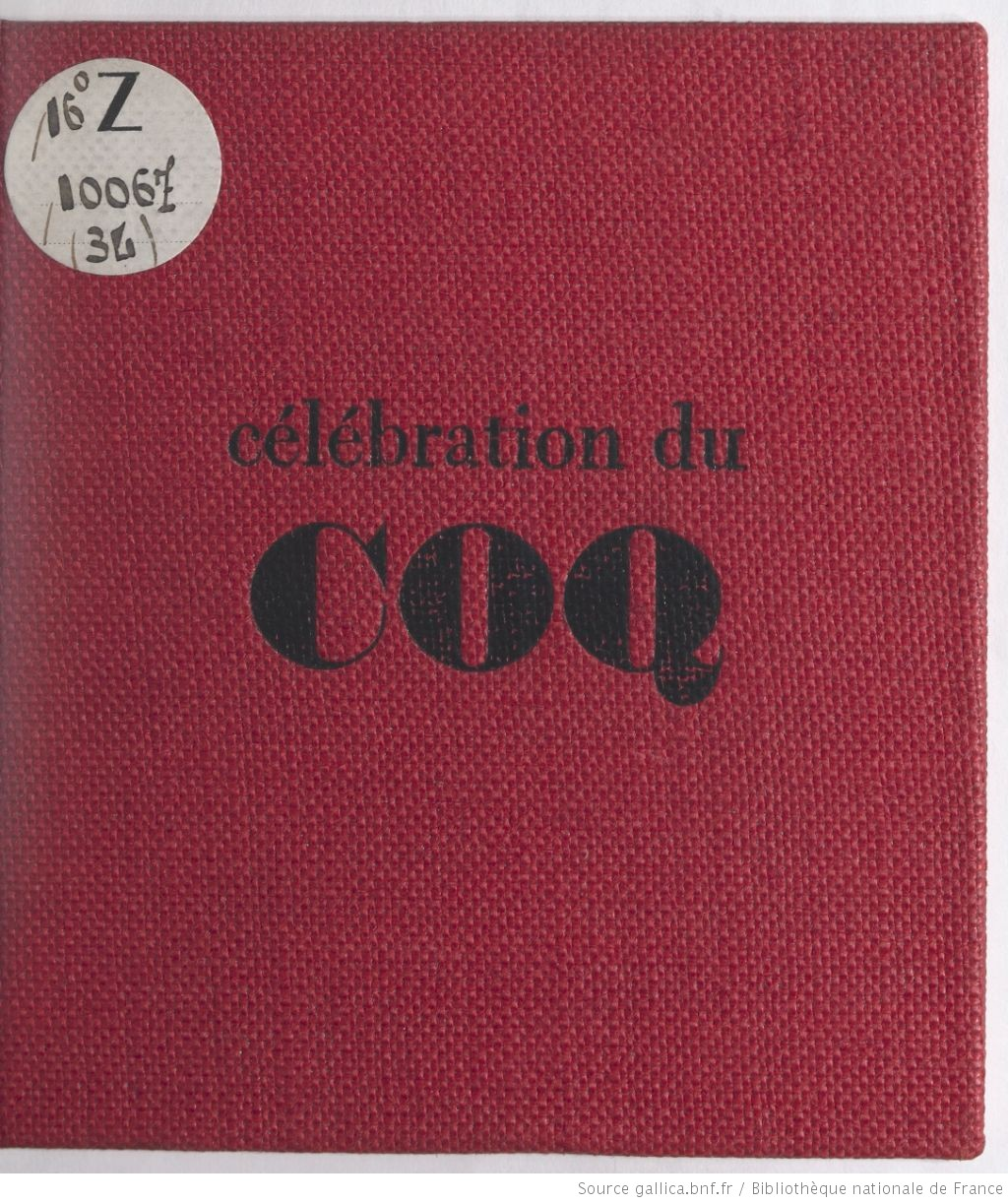
Célébration du coq.

- L'État, édition ronéotypée (à compte d'auteur), 1949. Economica, Paris, 1987. Réimpression 1999  (ISBN 978-2-7178-1360-9). Réédité par R&N éditions, 2020.
- Teilhard de Chardin, prophète d'un âge totalitaire, éditions Denoël, Paris, 1963  (ISBN 2207203069) (épuisé)[16].
- Le Paradoxe de la culture, Denoël, Paris, 1965. Réédité en 1991 dans Nuit et jour.
- Célébration du coq, Robert Morel, 1966 (lire en ligne).
- Dimanche et lundi, Denoël, Paris, 1966  (ISBN 2207203085) (épuisé).
- L'Hommauto, Denoël, Paris, 1967. Réédité en 2003 chez le même éditeur  (ISBN 978-2-2072-5549-0).
- Le Fils de l'Homme et les enfants de Dieu, édition ronéotypée (à compte d'auteur), 1968.
- Le Jardin de Babylone, Gallimard, Paris, 1969. Éditions de l'Encyclopédie des Nuisances, 2002  (ISBN 978-2-9103-8618-4).

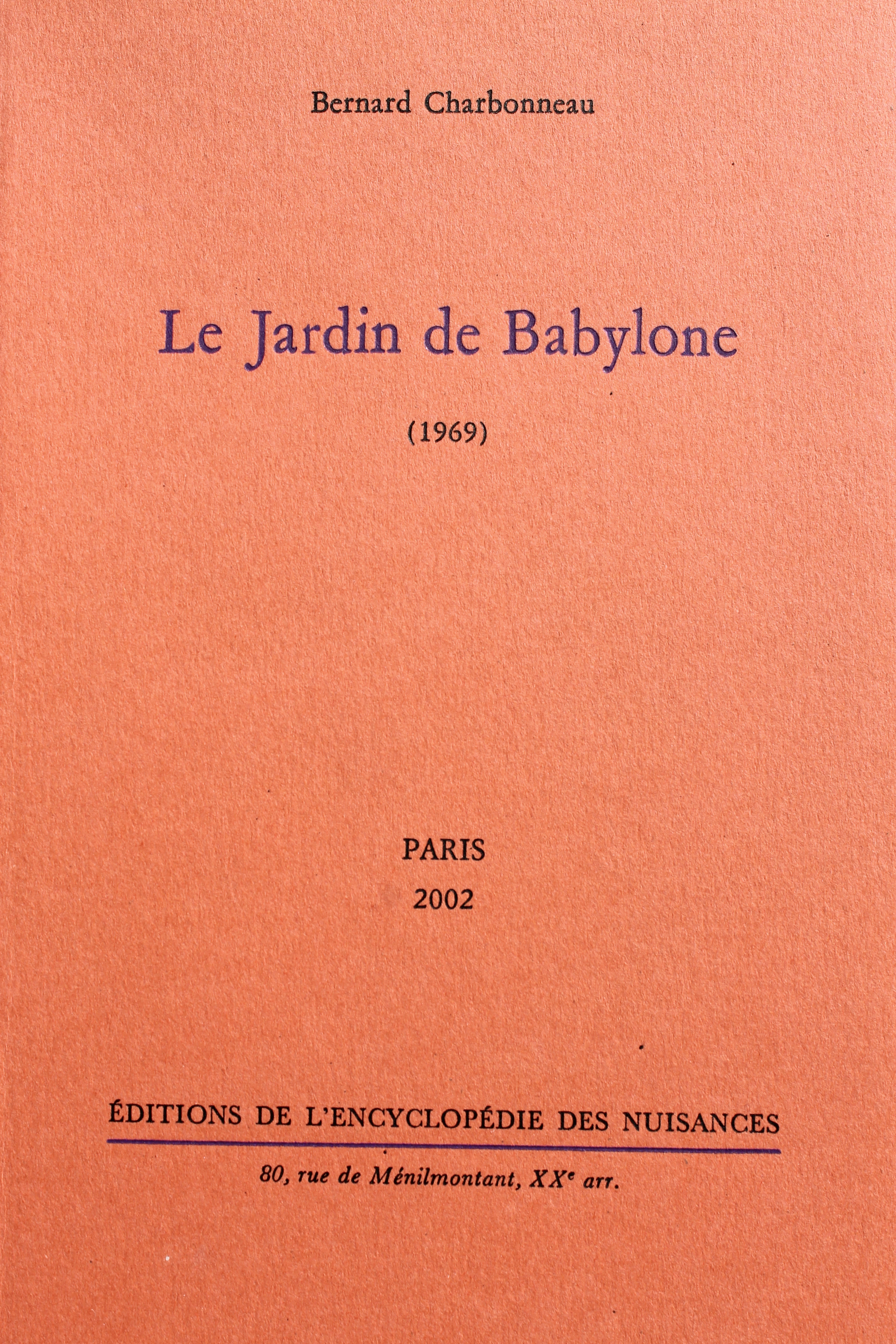
Le Jardin de Babylone.

- Vers la banlieue totale, Eterotopia, collection Rhyzome, 1972  (ISBN 979-10-93250-28-1).
- Prométhée réenchaîné édition ronéotypée (à compte d'auteur), 1972. Éditions de La Table Ronde, Paris, 2001  (ISBN 978-2-7103-2445-4).
- Le Système et le chaos. Critique du développement exponentiel, Anthropos, Paris, 1973. 2e édition : Economica, Paris, 1990  (ISBN 978-2-7178-1837-6). 3e édition : Médial éditions, novembre 2012  (ISBN 978-2-8473-0022-2).Réédité par R&N éditions, 2022.
- Tristes campagnes, Denoël, Paris, 1973  (ISBN 979-10-92605-00-6). Rééditions : Le Pas de côté, 2013  (ISBN 979-10-92605-00-6), les Éditions l'échappée, 2023.
- Notre table rase, Denoël, Paris, 1974[17].
- Vu d'un finisterre, édition ronéotypée (à compte d'auteur), 1976.
- Le plus et le moins, édition ronéotypée (à compte d'auteur), 1978.
- Le Feu vert. Autocritique du mouvement écologique, Karthala, Paris, 1980. Parangon, Lyon, 2009  (ISBN 978-2-8419-0182-1). Réédité par les Éditions l'échappée, 2022.
- Je fus. Essai sur la liberté, Imprimerie Marrimpouey, Pau, 1980. Opales, Bordeaux, 2000  (ISBN 978-2-9087-9949-1). Réédité par R&N éditions, 2021.
- Une seconde nature, édité à compte d'auteur, Imprimerie Marrimpouey, Pau, 1981. Médial éditions, novembre 2012.  (ISBN 978-2-8473-0023-9).
- La propriété c'est l'envol. Essai sur la mauvaise et la bonne propriété, édition ronéotypée (à compte d'auteur), 1984. R&N éditions, 2023.
- La Société médiatisée, édition ronéotypée (à compte d'auteur), 1985. R&N éditions, 2021.
- Ultima Ratio, édition ronéotypée (à compte d'auteur), 1986. Édité en 1991 dans Nuit et jour.
- Nuit et jour. Science et culture (compilation de Le paradoxe de la culture et Ultima ratio) Economica, Paris, 1991  (ISBN 978-2-7178-2183-3).
- Sauver nos régions. Écologie et sociétés locales, Le Sang de la Terre, Paris, 1991  (ISBN 978-2-8698-5051-4).
- L'Esprit court les rues, édition ronéotypée (à compte d'auteur), 1992.
- Les chemins de la liberté, édition ronéotypée (à compte d'auteur), 1994.

### Préface
- La Fin du paysage de Maurice Bardet, Anthropos, Paris, 1972.
Ouvrage deux fois réédité en 2018 sans les photographies de Maurice Bardet :
  - sous le titre Vers la banlieue totale,  Eterotopia  (ISBN 979-10-93250-28-1).
  - au sein de l'ouvrage collectif Repenser l'habitat. Alternatives et propositions[18].

#### Publications posthumes
- Il court, il court le fric…, Opales, Bordeaux, 1996  (ISBN 978-2-8698-5037-8).
- Un Festin pour Tantale. Nourriture et société industrielle, Le Sang de la Terre, Paris, 1996. Réédité en 2001  (ISBN 978-2-9087-9926-2).
- Comment ne pas penser, Opales, Bordeaux, 2004  (ISBN 978-2-9087-9926-2).
- Bien aimer sa maman, Opales, Bordeaux, 2006  (ISBN 978-2-9087-9978-1).
- Finis Terrae, À plus d'un titre, 2010  (ISBN 978-2-9174-8610-8).
- Le Changement, Le Pas de côté, 2013  (ISBN 979-10-92605-01-3).
- Nous sommes des révolutionnaires malgré nous. Textes pionniers de l'écologie politique (avec Jacques Ellul). Recueil de quatre textes datant des années 1930. Le Seuil, 2014  (ISBN 978-2-0211-6302-5).
- Lexique du verbe quotidien (recueil d'articles publiés dans les années 1950), Heros-Limite Editions, 2016  (ISBN 978-29-40517-49-7).
- L'Homme en son temps et en son lieu (rédigé en 1960), R&N éditions, 2017  (ISBN 979-10-96562-07-7).
- Le Totalitarisme industriel (recueil d'articles parus dans La Gueule ouverte et Combat nature), L'échappée, 2018  (ISBN 978-2-37309-047-5).
- Quatre témoins de la liberté (Montaigne, Rousseau, Berdiaeff, Dostoïevski)[19] (inédit, rédigé vers 1990), R&N éditions, 2019  (ISBN 979-10-96562-11-4)[20].
- Avec Jacques Ellul, La Nature du combat : Pour une révolution écologique (articles parus entre 1983 et 1985 dans Combat nature), L'échappée, 2021  (ISBN 9782373090963).
- Résister au totalitarisme industriel - Actualité de la pensée de Bernard Charbonneau, R&N éditions, 2022.

On trouve une bibliographie illustrée (mais non réactualisée depuis 2010) sur le site de l'Association internationale Jacques Ellul.
Celle de La Grande Mue est régulièrement tenue à jour.

### Articles
Bernard Charbonneau a publié un grand nombre d'articles, notamment dans La Gueule ouverte (de 1972 à 1977), La République des Pyrénées (de 1977 à 1983) et Combat Nature (de 1980 à 1996).
Quelques textes écrits dès les années 1930, où Charbonneau pose les fondements de sa pensée :
- Directives pour un manifeste personnaliste, 1935 (corédigé avec Jacques Ellul, disponible dans les Cahiers Jacques-Ellul no 1, « Les années personnalistes », 2003) et dans Nous sommes révolutionnaires malgré nous. Textes pionniers de l'écologie politique (avec Jacques Ellul).
- Le Sentiment de la nature, force révolutionnaire, 1937, réédité en 2014 dans Nous sommes révolutionnaires malgré nous. Textes pionniers de l'écologie politique (avec Jacques Ellul)[22].
- Un Satan chrétien : la parabole du Grand inquisiteur de Fiodor Dostoïevski (I) dans Autres Temps. Cahiers d'éthique sociale et politique (année 1994, volume 44, numéro 1,  pp. 54-63[23]) et la deuxième partie dans la même revue (année 1995, volume 45, numéro 1, p. 96-97[24]).

Une liste exhaustive des articles de Charbonneau, établie par Roland de Miller, figure à la fin du livre dirigé par Jacques Prades (voir ci-dessous).

### Traductions
- El Jardín de Babilonia (Le Jardin de Babylone), El Salmón, traduction de Emilio Ayllón, Madrid, 2016.
- The Green Light, a Self-Critique of the Ecological Movement, (Feu vert), traduction de Christian Roy, Bloomsbury, 2018.
- Il Giardino di Babilonia, Edizioni degli animali, Milano 2022. Traduction de Simona Mambrini, Daniel Cérézuelle, preface de Goffredo Fofi, postface Serge Latouche.

## Postérité
Les archives personnelles de Bernard Charbonneau ont été transmises en 2006 à la bibliothèque de l'Institut d'études politiques de Bordeaux.

#### Études
- Jacques Prades (dir.), Bernard Charbonneau une vie entière à dénoncer la grande imposture, Ramonville, Érès, coll. « Socio-economie », 1997, 222 p. (ISBN 978-2-865-86464-5, OCLC 708343406)
- Daniel Cérézuelle, Écologie et liberté : Bernard Charbonneau : précurseur de l'écologie politique, Lyon, Parangon/Vs, coll. « après-développement », 2006, 199 p. (ISBN 978-2-841-90153-1, OCLC 300992852, présentation en ligne)
- Jean Bernard-Maugiron, Bernard Charbonneau et Jacques Ellul, deux libertaires gascons unis par une pensée commune, Bordeaux, Les Amis de Bartleby, 2017. Téléchargeable sur La Grande Mue
- Daniel Cérézuelle (dir.), Bernard Charbonneau ou la critique du développement exponentiel, Lyon, Le passager clandestin, coll. « Les précurseurs de la décroissance », 2018, 108 p. (ISBN 978-2-369-35095-8)
- Frédéric Rognon (dir.), Le défi de la non-puissance : L'écologie de Jacques Ellul et Bernard Charbonneau, Olivétan, coll. « Convictions & société », 2020, 299 p. (ISBN 978-2-354-79524-5)
- Daniel Cérézuelle, Nature et liberté. Introduction à la pensée de Bernard Charbonneau, Éditions l'échappée, 2022, 192 p. (ISBN 978-2-373-09108-3)
- Patrick Chastenet, Les racines libertaires de l'écologie politique, Paris, L'Échappée, coll. « Pas de côté », 2023, 240 p. (ISBN 978-2-373-09118-2, présentation en ligne)
- Patrick Chastenet, Introduction à Bernard Charbonneau, La Découverte, coll. « Repères », 2024, 128 p. (ISBN 978-2-348-08352-5)

#### Articles et chapitres d'ouvrage
(Par ordre chronologique de publication)
- Jean Brun, « Je fus, de Bernard Charbonneau, une ascèse de la liberté », Réforme, 1980
- Christian Roy, « Aux sources de l’écologie politique : le personnalisme gascon de Bernard Charbonneau et Jacques Ellul », Revue des annales canadiennes d’histoire, no 28, avril 1992
- Daniel Cérézuelle, « Critique de la modernité chez Charbonneau » in Patrick Troude-Chastenet(dir.), Sur Jacques Ellul, L’Esprit du temps, 1994, p. 61-74
- Patrick Troude-Chastenet, « Bernard Charbonneau : génie méconnu ou faux prophète ? », Revue Internationale de Politique Comparée, Vol. 4, no 1, 1997
- Daniel Cérézuelle, « Wendell Berry et Bernard Charbonneau », Encyclopédie de l’Agora, 2012
- Daniel Cérézuelle, « Bernard Charbonneau. L'artificialisation du monde » in Radicalité. 20 penseurs vraiment critiques, L'Échappée, 2013  (ISBN 978-29158304-1-5)
- Daniel Cérézuelle, « Bernard Charbonneau », dans Cédric Biagini, David Murray et Pierre Thiesset (coordination), Aux origines de la décroissance : Cinquante penseurs, L'Échappée - Le Pas de côté - Écosociété, 2017, 312 p. (ISBN 978-23730901-7-8), p. 56-61
- Jean-Sébastien Ingrand, « Bernard Charbonneau et Jacques Ellul une pensée commune unie par une éthique spirituelle de la vie. », dans Fédéreic Rognon et Jacob Marques Rollison, Face aux défis écologiques et Technologiques : L'éthique de Jacques Ellul et de Bernard Carbonneau, R&N éditions, 2023, 360 p. (ISBN 979-1-096-56256-5, présentation en ligne), p. 21-40.

#### Thèse
- Sébastien Morillon, « Bernard Charbonneau : agir pour "sauver la nature et la liberté", des années 1930 aux années 1968 », 2017

### Documentation audio et vidéo
- [audio] « Bernard Charbonneau : précurseur de l'écologie politique », conférence de Daniel Cérézuelle suivie de questions du public (1:59:25) sur Youtube.com, 14 février 2019, Université populaire de Bordeaux (consulté le 15 février 2019)
- « Bernard Charbonneau, géographe historien », Mémoires du siècle, entretien radiophonique avec David Bénichou, France Culture, 23 août 1996.

- Une promenade biographique avec Bernard Charbonneau. Cinq heures d'entretiens inédits réalisés les 9 et 10 septembre 1995.

### Colloques
- Liberté, nature et politique à l’ère de l’Anthropocène. Actualité de la pensée de Bernard Charbonneau, Bordeaux, 21-22 novembre 2019
- Colloque Bernard Charbonneau : habiter la Terre, université de Pau et des Pays de l'Adour, 2-4 mai 2011